# Rikki Don’t Lose That Number
Rikki Don’t Lose That Number ist ein Song der Jazz-Rockband Steely Dan, der 1974 als erste Single aus dem Album Pretzel Logic veröffentlicht wurde. Es war die erfolgreichste Single der Band und erreichte Platz vier in den Billboard-Charts.

## Allgemeines
Das Intro mit Schlagzeug und Bass findet sich bei Song for My Father des Horace-Silver-Quintetts von 1964 wieder.
Im Vergleich zur Albumversion wurde bei der Single der Anfang mit den Marimba-Klängen von Victor Feldman entfernt.
Das Gitarrensolo ist von Jeff „Skunk“ Baxter, der bald nach der Aufnahme zu den Doobie Brothers ging.

## Besetzung
- Donald Fagen – Klavier, Gesang
- Jeff Baxter – Lead-Gitarre
- Michael Omartian – Piano
- Walter Becker – Bass-Gitarre, Hintergrundgesang
- Jim Gordon – Schlagzeug
- Victor Feldman – Marimba, Percussion (Flapamba)
- Dean Parks – Akustische Gitarre
- Timothy B. Schmit – Hintergrundgesang